# Grammodes congesta
Grammodes congesta là một loài bướm đêm trong họ Erebidae.